# 于贝尔·罗贝尔
于貝爾·羅貝爾（法語：Hubert Robert，發音：[ybɛʁ ʁɔbɛʁ]；1733年5月22日—1808年4月15日）是一位法國浪漫主義派畫家，尤其以他的風景畫和隨想曲（主題為義大利和法國廢墟的半虛構油畫）而聞名。

## 生平
1765年，他返回巴黎後迅速取得了成功：隔年，他以羅馬隨想曲《裝飾不同的古代和現代建築紀念碑—羅馬港》受到皇家繪畫與雕塑學院的接待。1767年，羅貝爾在沙龍舉辦了第一次展覽，其中包括十三幅畫和一些素描，促使德尼·狄德羅寫道：“廢墟在我心中喚醒大量的想法。” 羅伯特隨後在每個沙龍都展示了作品，直到 1802年。 他先後被任命為「國王花園設計師」、「國王畫作保管人」和「博物館保管人和學院議員」。
羅貝爾於1793年10月法國大革命期間被捕。 在聖佩拉吉監獄（Sainte-Pélagie） 和聖拉扎爾（Saint-Lazare）被拘留的十個月期間，他畫了許多畫，至少有53幅畫，並在盤子上畫出許多監獄生活的小插曲。羅伯斯庇爾倒台一週後他被釋放。羅伯特險些被送上斷頭台，但是陰錯陽差，另一名同名囚犯代替他被送上斷頭台。
隨後，他被任命為負責羅浮宮新國家博物館的五人委員會成員。
法國大革命也導致羅貝爾的一些作品被摧毀。《佩切紅衣主教》（Péché Cardinal，約 1799年）被認為在一場火災中遺失或被毀。

## 外部連結
- Joconde - Catalogue des Collections des Musées de France www.culture.gouv.fr (Ministère de la culture et de la communication) （页面存档备份，存于） — List of the work of Robert (315 entries), French.